# Carmelo Abela
Carmelo Abela (Malta, 10 febbraio 1972) è un politico maltese, Ministro degli affari esteri di Malta dal giugno 2017 al gennaio 2020.

## Biografia
Abela fu eletto per la prima volta in Parlamento nel 1996, venendo poi riconfermato in tutte le successive elezioni fino a quelle del 2017. Dal 2003 al 2010 ha svolto la funzione di vicepresidente del Parlamento.
Nel dicembre 2014, viene nominato Ministro degli affari interni e della sicurezza nazionale, carica che mantiene fino a giugno 2017 quando nel nuovo Governo maltese varato dopo le elezioni diviene Ministro degli affari esteri.